# 京都府中丹広域振興局
| 丹後地域 中丹地域 南丹地域 | 京都市域 山城地域 |

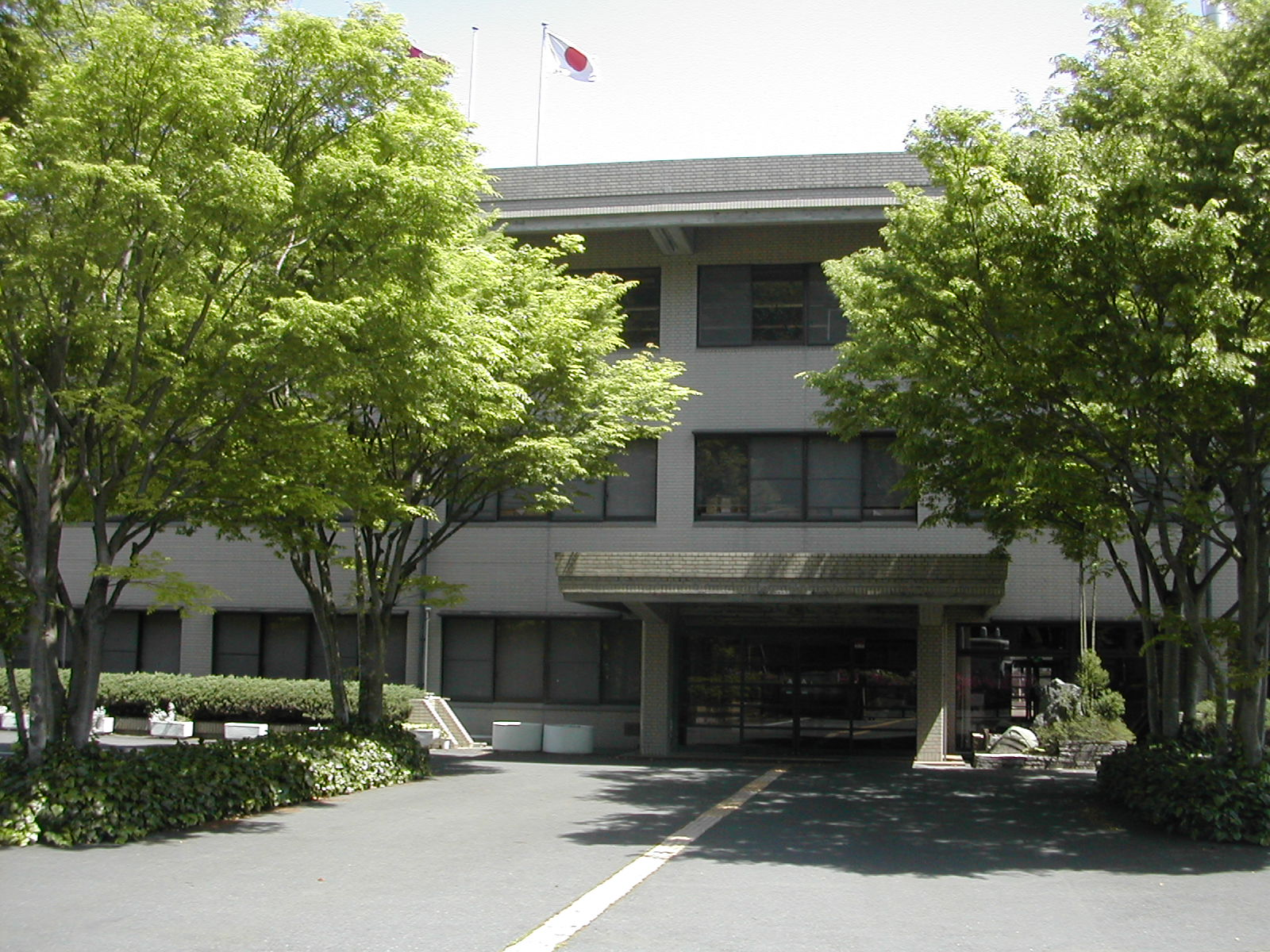
中丹広域振興局

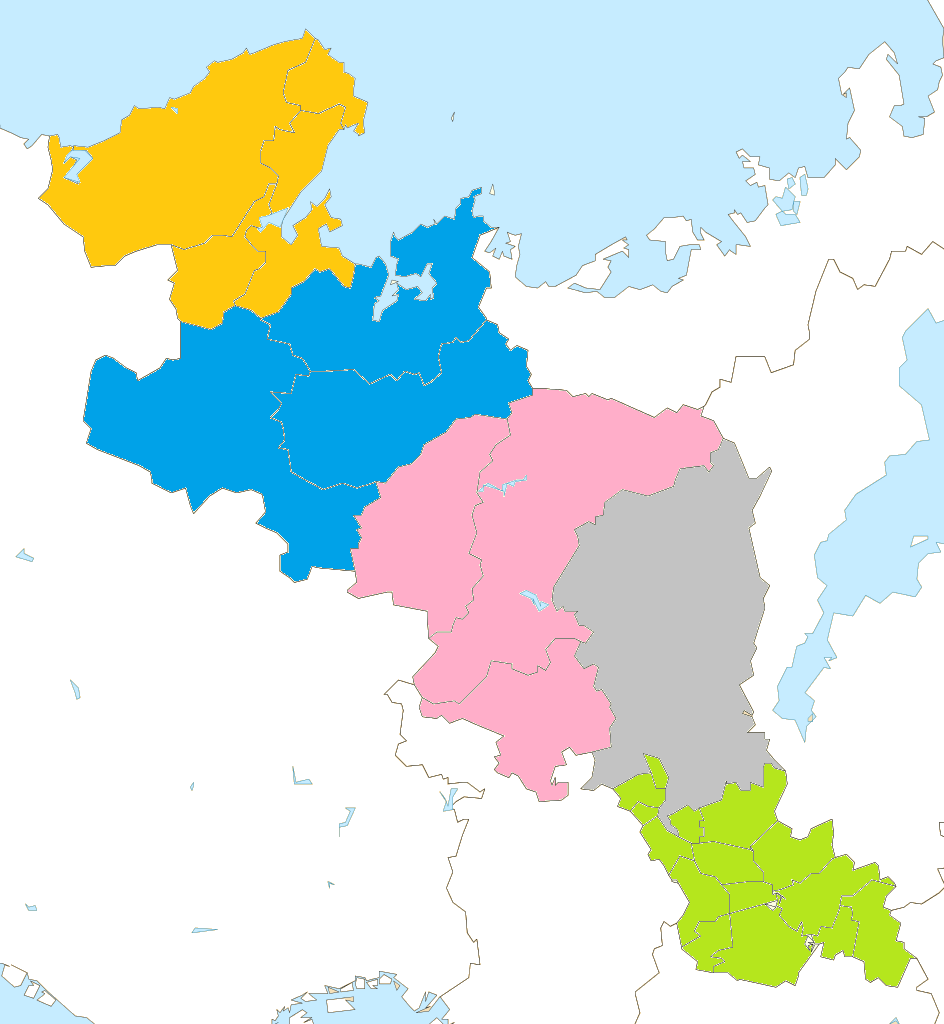
京都府 地域区分図
丹後地域
中丹地域
南丹地域
京都市域
山城地域

京都府中丹広域振興局（きょうとふ ちゅうたんこういきしんこうきょく）は京都府舞鶴市にある府の出先機関。
京都府北部でもいわゆる中丹地方の効率的な振興施策の実施と、広域な行政活動の推進する事で経費節減を目的に2004年（平成16年）5月1日に舞鶴・福知山・綾部の3地方振興局を統合し、広域振興局として新たに設置された。
本庁舎は舞鶴市に設置され、それぞれ旧振興局には支所がおかれ、主に府政に関する案内・相談、消防防災、パスポートの発給や府の税金の課税、収納、納税相談、企業誘致など幅広い業務を行っている。
管轄地域は舞鶴市、福知山市、綾部市。総合庁舎を3カ所設置している他、独立した事務所として保健所1カ所、旅券事務所1か所を所管している。

## 主な事務所
- 舞鶴総合庁舎
  - 企画総務部
    - 総務防災課
    - 企画連携課
    - 税務課

  - 農林商工部
    - 農商工連携推進課
    - 地域づくり振興課
    - 森づくり振興課

  - 建設部
    - 中丹東土木事務所舞鶴出張所

  - 中丹土地改良事務所
- 綾部総合庁舎
  - 企画総務部
    - 綾部地域総務室

  - 建設部
    - 中丹東土木事務所

  - 農林商工部
    - 中丹東農業改良普及センター

- 福知山総合庁舎
  - 企画総務部
    - 福知山地域総務室
    - 中丹西府税出張所

  - 建設部
    - 中丹西土木事務所

  - 健康福祉部
    - 中丹西保健所

  - 農林商工部
    - 中丹西農業改良普及センター
- 中丹東保健所（舞鶴市）
  - 北部リハビリテーション支援センター
- 中丹パスポートセンター（舞鶴市）

## 沿革
- 1953年（昭和28年） - 舞鶴地方振興局を設置。
- 1983年（昭和58年） - 新庁舎完成。
- 2004年（平成16年） - 舞鶴地方振興局に福知山、綾部両地方振興局を統合、中丹広域振興局に改称。
- 2019年（平成31年） - 舞鶴総合庁舎内に中丹東土木事務所舞鶴出張所を開設。

## 管轄する工業団地
- 京都北部中核工業団地（福知山市）
- 喜多工業団地（舞鶴市）
- 平工業団地（舞鶴市）

## 関連官庁・団体
- 京都府港湾局
- 京都府立農業大学校
- 京都舞鶴港湾振興会